# Џеси Валтер
 Џеси Валтер (енгл. Jesse Walter Fewkes; Њутон, 14. новембар 1850 — Форест Глен, 31. мај 1930) је био амерички антрополог, археолог, писац и природњак.

## Биографија
Џеси је рођен у Њутону 14. новембра 1850. године. У почетку је студирао зоологију на Универзитету Харвард, али се касније окреће етнолошким студијама племена на америчком југозападу.
Године 1889, након оставке етнолога Френка Хамилтона, он постаје вођа експедиције коју је Хамилтон водио. Овим пројектом Џеси бележи тренутни живот и ритуале Зуни и Хопи племена.
Џеси је био први човек који је користио грамофон за снимање људи због студија. Бенџамин Ив Гилман користи ове снимке да покаже да су доморовци користили музичке интервале који се разликују од западних. Поред снимака је написао вредне описе музике и музичке праксе.
Џеси је проучавао рушевине великог броја култура у америчком југозападу и написао много чланка и књига. Он је надгледао ископавање Каса Гранде рушевина у јужној Аризони, као и Меса Верде рушевине у јужном Колораду. Он је посебно указивао на варијанте и стилове праисторијске југозападне индијске керамике, производећи велики број свезака са пажљиво нацртаним илустрацијама. Његов рад о Мимбриској и Сикиатки стиловима керамике је довео до репродукције многих од ових традиционалних облика и слика. Хопи вајар Нампеио је постао његов пријатељ и касније репродукује традиционалне дизајне које је Џеси открио.
У студији о верским ритуалима и слављима Хопи индијанаца, Џеси описује и црта  Хопи Катсинаме. Он такође запошљава неколико Хопи уметника да произведу низ слика натприродних бића из Хопи легенда.
Џеси је био један од првих људи који су се залагали за очување античких локалитета у америчком југозападу. До средине 1890-их, вандализам над локалитетима је био широко распрострањен. У часопису Амерички антрополог августа 1896. године, Џеси описује велику пећинску насеобину под називом Палатки, или "Црвена кућа", која се налази у Ред Рок земљи југозападно од Флагстафа, и апелује да се она заштити.
"Ако се ово уништавање кућа-литица у Новом Мексику, Колораду и Аризони настави истом стопом, ове јединствене куће ће бити практично уништене и осим ако се не донесу закони који ће их штитити, на крају 20. века многи од најинтересантнијих споменика праисторијских народа нашег југозапада ће бити гомиле шута на литицама."
Његова истраживања о преколумбијским местима Порторика, Хаитија, Кубе, Тринидада, и Антила су објављена у књизи 1907. године "Абориџини Порторика и суседних острва". Књига је признати текст ране археологије.
Џеси се придружио Смитсонијевом Бироу америчке етнологије 1895. године и постаје директор 1918.

## Публикације
- The Group of Tusayan Ceremonials Called Katcinas. The Smithsonian Institution; BAE Annual Report 1897 pp. 245–313.
- A Theatrical Performance at Walpi. Washington DC.: Washington Academy of Sciences Vol II, (1900). стр. 605–629.
- Hopi Katcinas Drawn by Native Artists. The Smithsonian Institution; BAE Annual Report 1903 pp. 3–126
- The Mimbres: Art and Archaeology. 1993. ISBN 978-0-936755-10-6.. Avanyu Publishing, Albuquerque, New Mexico, republished.

--a reprint of three papers published by the Smithsonian Institution between 1914 and 1924.
- Hopi Snake Ceremonies; Avanyu Publishing Inc. Albuquerque, New Mexico 1986. Republication of selected works Bureau of American Ethnology Annual Report Nos. 16 and 19 for the years 1894-95 and 1897-98.